# شمشاد ۸۸۵۲
سیارک ۸۸۵۲ (به انگلیسی: 8852 Buxus، نامگذاری:1991GG6) هشت هزار و هشتصد و پنجاه و دومین سیارک کشف شده‌است که در ۸ آوریل ۱۹۹۱ کشف شد.
قدر مطلق سیارک برابر ۱۳٫۹۰ است.